# Kambara Tai
Kambara Tai (japanisch 神原 泰, Vorname ursprünglich Yasushi gelesen; geb. 1898 in Sendai; gest. 28. März 1997 in Yokohama) war ein japanischer Dichter, Kunstkritiker und am Ende der Taishō-Zeit zeitweise Maler mit abstrakter Bildgestaltung.

## Leben und Werk
Kambara wurde in Sendai geboren, die Familie siedelte aber bald nach Tōkyō über. Kambara Tai trat zunächst als Verfasser von Gedichten hervor, wandte sich dann aber der Malerei zu und reichte 1917 Bilder für die Ausstellung der Künstlervereinigung Nika-kai (二科会) ein. 1920 publizierte er „Kambara Tais erstes Manifest“ (第一回神原泰宣言書, Dai-ikkai Kambara Tai sengen-sho).
Im Jahr 1920 gründete er zusammen mit Koga Harue, Nakagawa Kigen (中川 紀元; 1892–1972), Yokoyama Junnosuke (横山 潤之助; 1903–1971) und anderen die Künstlervereinigung „Aktion“ (アクション, Akushon), die 1924 in der Gruppe „Zukunftsflügel der Kunst“ (未来派美術協会, Mirai-ha bijutsu kyōkai), abgekürzt „MAVO“ (マヴォ), aufging. Darauf gründete er die Vereinigung „Sanka“ (三科) und 1925 die Vereinigung „Gestaltung“ (造形, Zōkei), aus der er sich aber 1927 zurückzog. Das war auch die Zeit, in der er sich aus malerischen Aktivitäten zurückzog. Kambara führte einen Briefwechsel mit dem Futuristen Filippo Tommaso Marinetti, schrieb zahlreiche Veröffentlichungen, u. a. zum Futurismus. 1990 stiftete er sein Material über Picasso und die Futuristen als „Kambara-Tai-Bibliothek“ dem Ōhara-Kunstmuseum.
Auf der anderen Seite war Kambara später im Bereich des Erdöls aktiv. So erhielt er für seine Arbeiten zur Erdöl-Statistik 1978 den zum ersten Mal vergebenen „Ōuchi-Preis“ (大内賞, Ōuchi-shō), benannt nach dem Wirtschaftswissenschaftler Ōuchi Hyōe (大内 兵衛, 1888–1980). Zudem war er Chef des japanischen Komitees der Welterdölkonferenz.